# Cataratas de Vitória

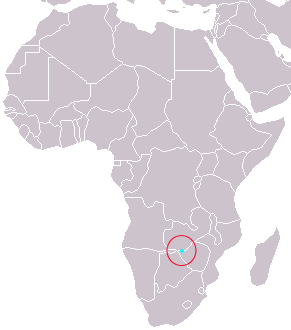
Posição das cataratas no mapa da África

As cataratas de Vitória ou quedas de Vitória (o conjunto de quedas é chamado de Mosi-o-Tunya em tonga, que em português significa a fumaça que troveja) são uma das mais espetaculares quedas d'água do mundo.  Situam-se no rio Zambeze, na fronteira entre a Zâmbia e o Zimbábue, e têm cerca de 1,5 km de largura e altura máxima de 128 m. Ao saltar, o Zambeze mergulha na garganta de Kariba e atravessa várias cataratas basálticas.
Tanto o Parque Nacional de Mosi-oa-Tunya quanto o Parque Nacional das Cataratas Vitória, no Zimbábue, estão inscritos desde 1989 na lista de Património Cultural da Humanidade mantida pela Unesco. Esta igualmente conservada por estar dentro da Área de Conservação Transfronteiriça Cubango-Zambeze.

## História
Um mapa datado de cerca de 1750, desenhado por Jacques-Nicolas Bellin para o abade Antoine François Prévost, marca as quedas como "cataractes" e assinala uma povoação ao norte do Zambeze como sendo na época "MORTAL" aos portugueses. Antes ainda, um mapa da África Austral feito por Nicolas de Fer, em 1715, tem a queda claramente marcada na posição correta. Ele também apresenta linhas pontilhadas que denotam rotas comerciais que o explorador escocês David Livingstone seguiria 140 anos mais tarde.
Um livro de 1956, There's a Secret Hid Away, corrobora tal tese:
«Os mais antigos exploradores que possivelmente teriam descoberto as cataratas são os portugueses. Alguns de seus mapas, feitos entre os anos de 1600 e 1700 e guardados na livraria do Vaticano, mostram uma grande catarata num rio que deve ser o Zambeze, então conhecido por eles como Cuama. (...) há alguma evidência em favor do padre Silveira, um missionário português que teria visitado as cataratas ainda no começo do século XVII.»
Oficialmente, no entanto, Livingstone foi o primeiro ocidental a avistá-las em 17 de novembro de 1855, dando-lhes o nome em honra à rainha Vitória — o nome local é  Mosi-oa-tunya, que quer dizer "fumo que troveja", em referência ao vapor que sobe da garganta das quedas.
No livro Seven Natural Wonders of Africa, de 2009, há a seguinte narrativa sobre o explorador:
«Livingstone deu às cataratas um novo nome, ‘Vitória’, em homenagem à rainha Vitória, que na época regia o Reino Unido. Livingstone mais tarde diria que as cataratas foram a coisa mais impressionante que chegou a ver durante seus trinta anos de exploração da África.»
Em 1860, Livingstone voltou à zona das cataratas e fez um estudo detalhado. Formidável explorador, além das quedas de Vitória, atravessou duas vezes o deserto do Calaári, navegou o rio Zambeze de Angola até Moçambique, procurou as fontes do rio Nilo e foi o primeiro europeu a atravessar o Lago Tanganica.
O explorador português Serpa Pinto também as visitou, mas até que aquela área ficasse mais acessível, o que ocorreu por volta de 1905 com a construção de uma linha de caminho-de-ferro, poucos ocidentais se aventuraram por lá. Hoje o número de visitantes anual ultrapassa os 300 milhares.
Em 1905 foi inaugurada a ponte ferroviária Cataratas Vitória, que passa perto das quedas de água e que liga a Zâmbia e o Zimbábue.

## Galeria

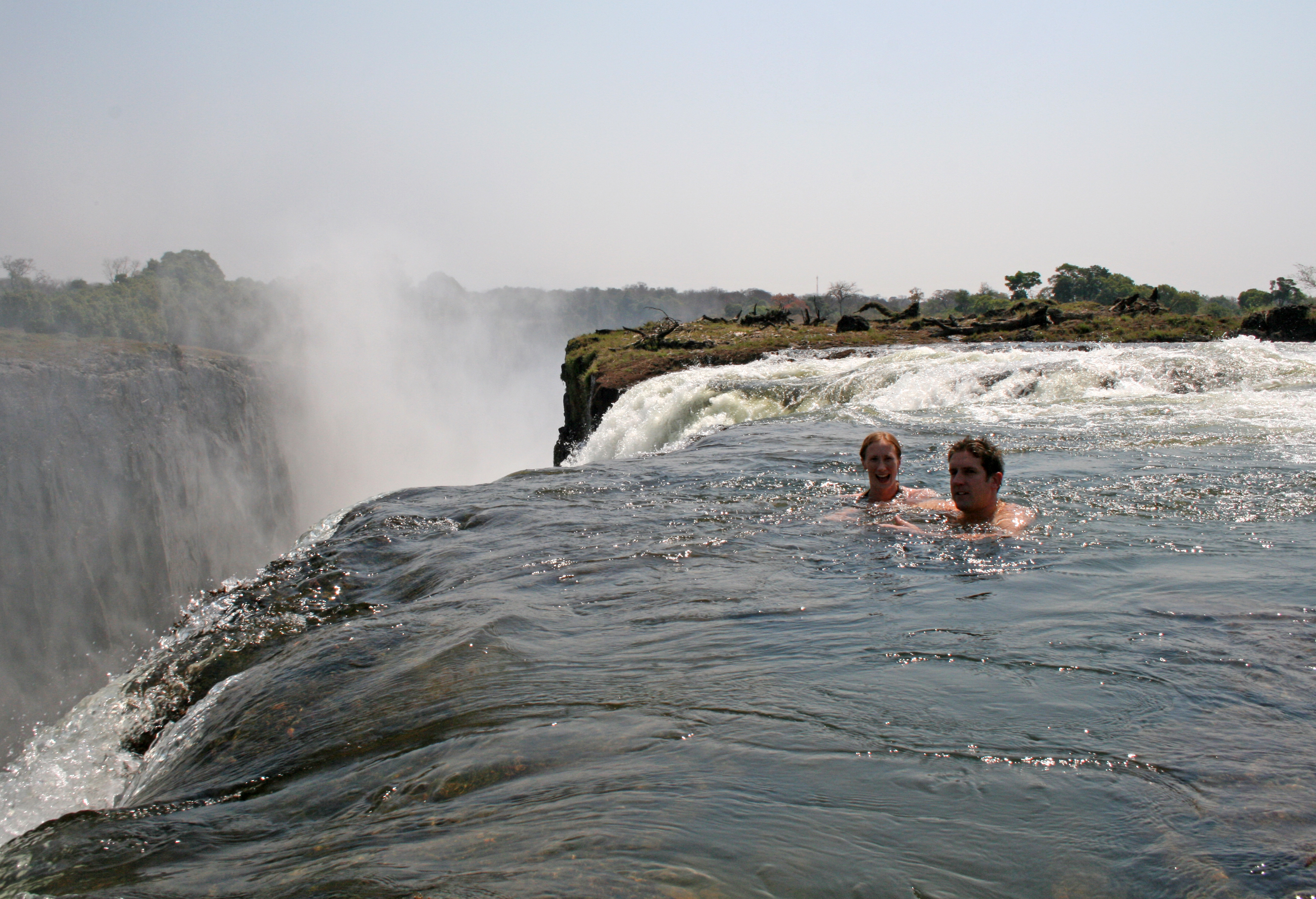
piscina natural acessada pela ilha de Livingstone.
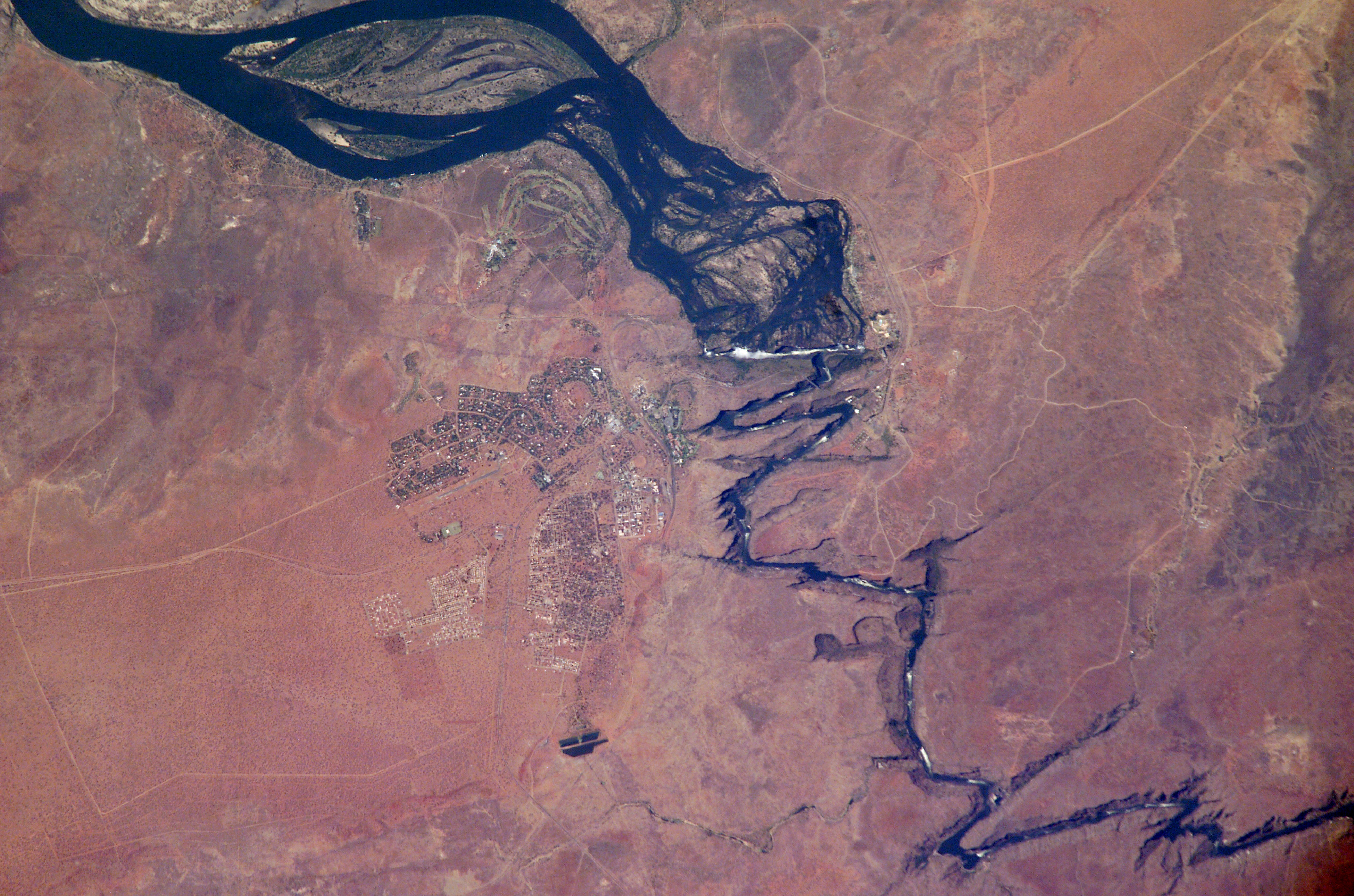
Imagem de satélite.
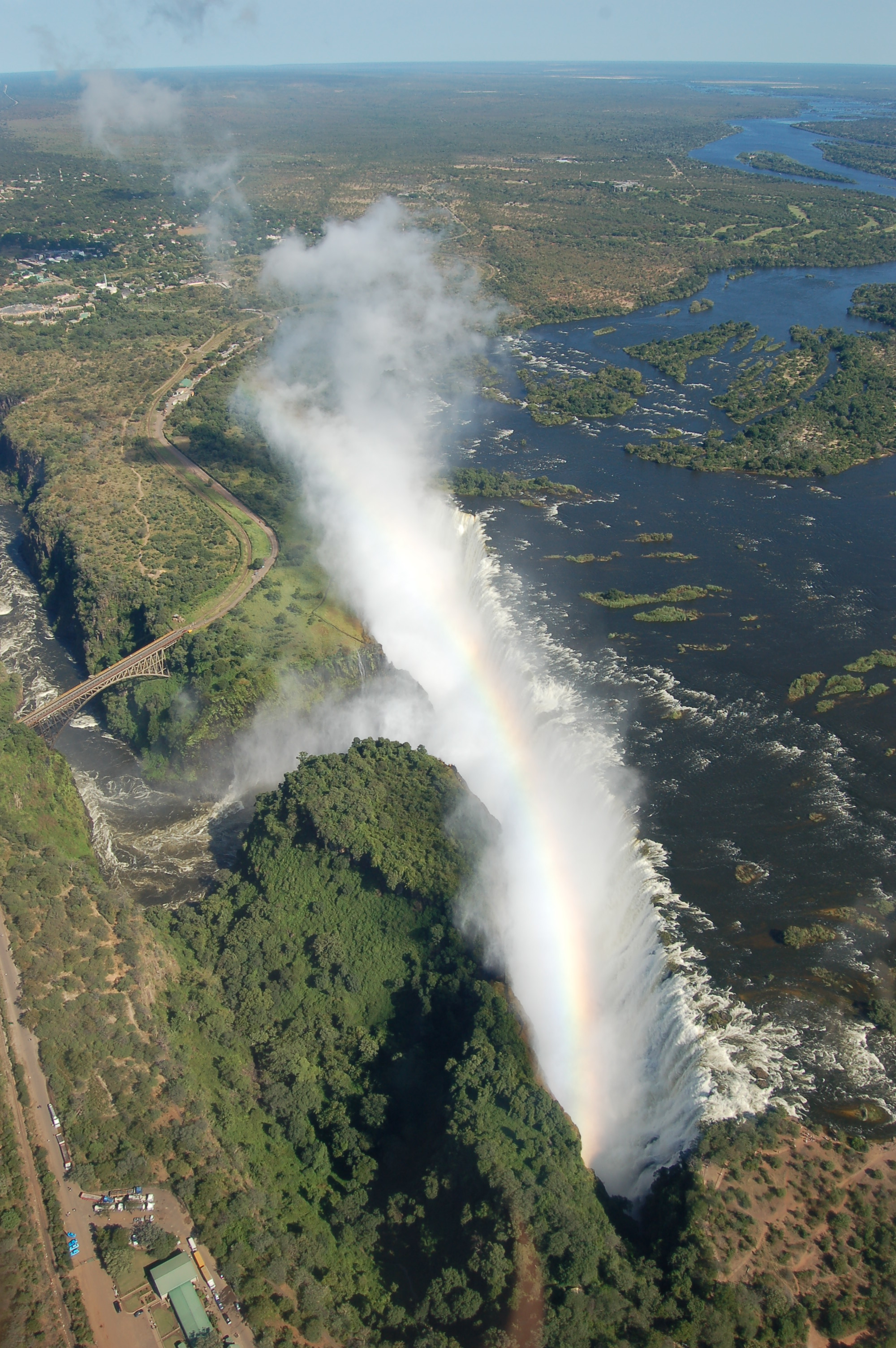
Vista aérea das quedas.
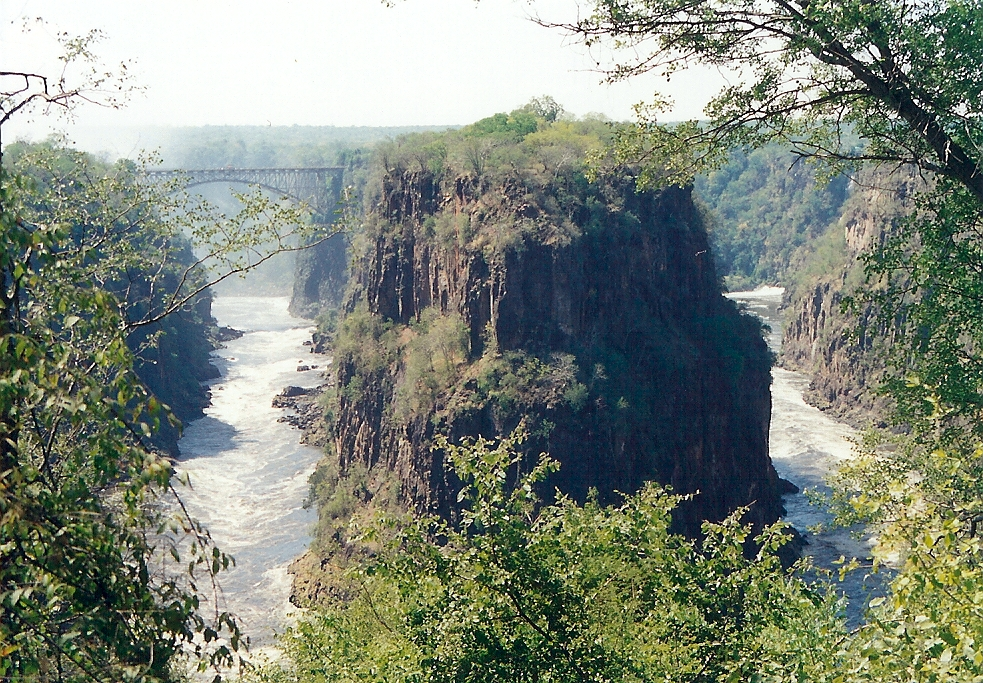
As cataratas.
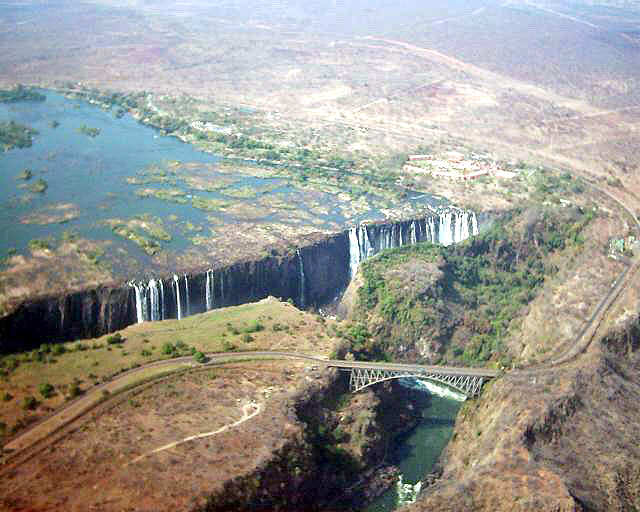
Vista aérea em setembro de 2003, período de seca.
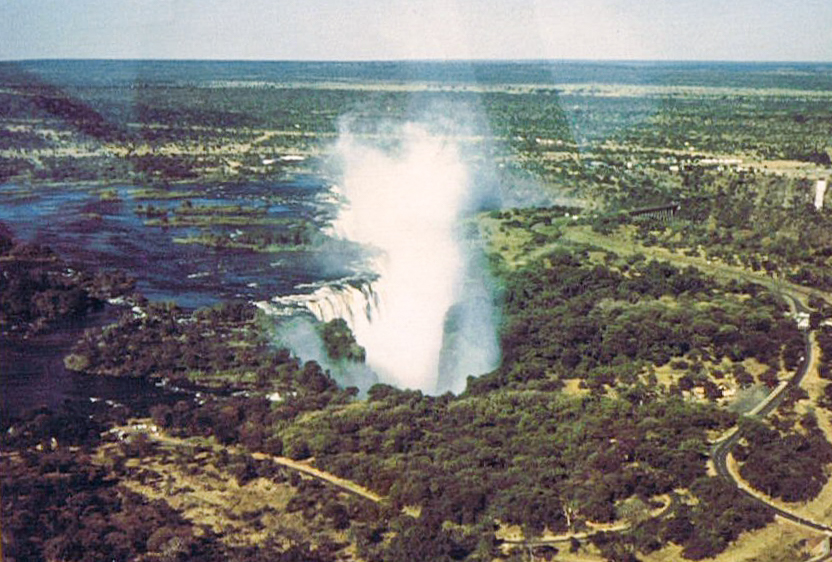
Cortina de vapor em 1972, na época das cheias.